# Powojnik

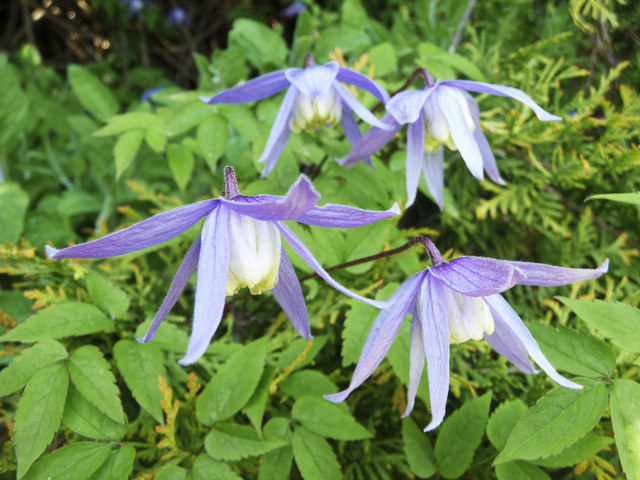
Powojnik alpejski

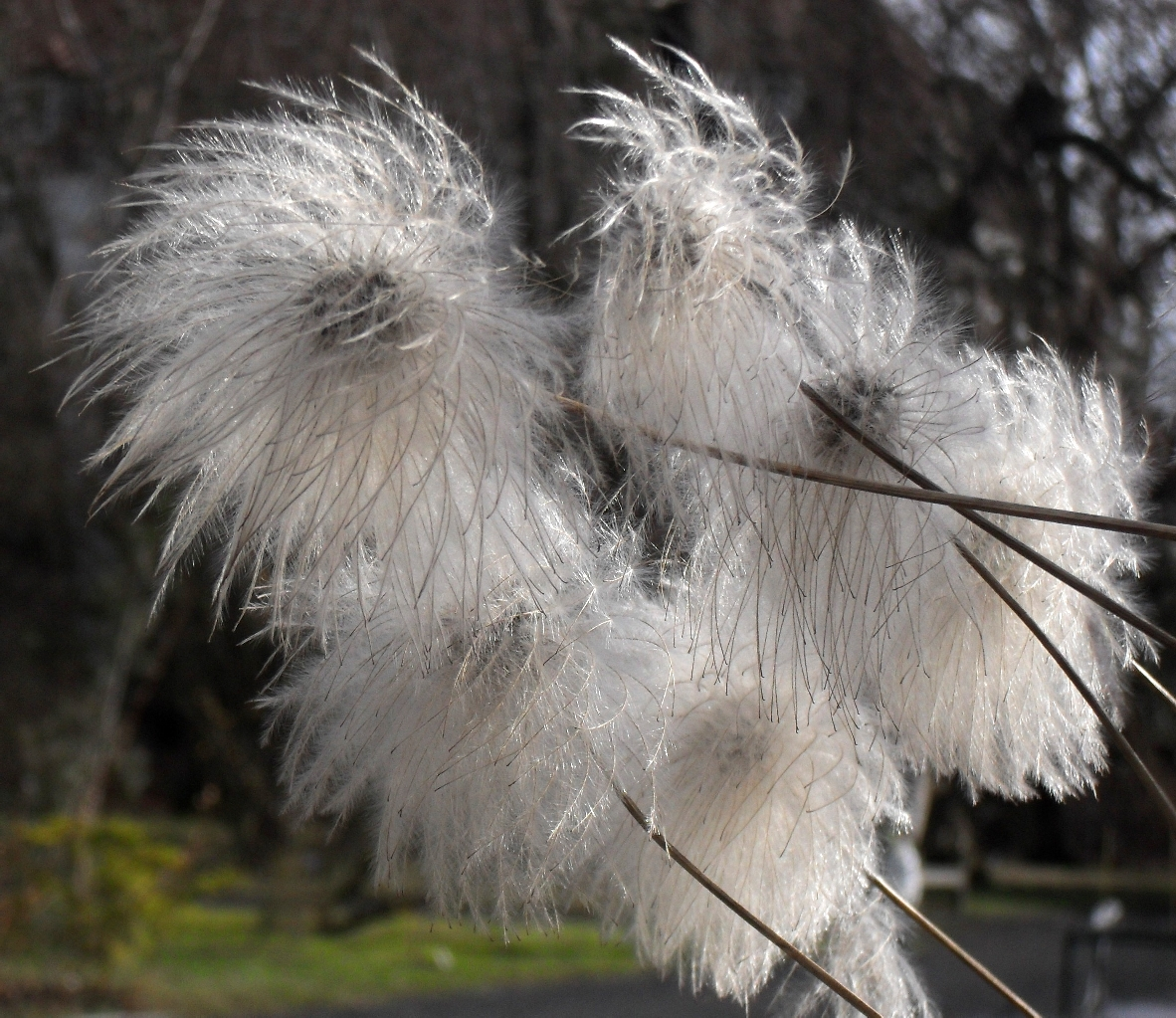
Owoce powojnika tanguckiego

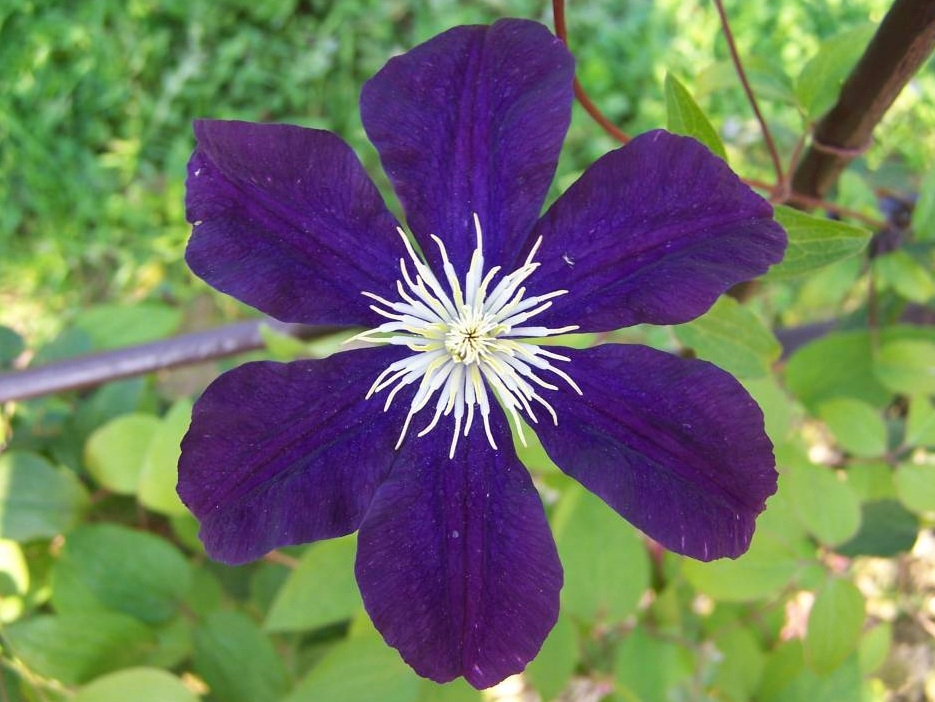
Powojnik Jackmana odm. 'The President'

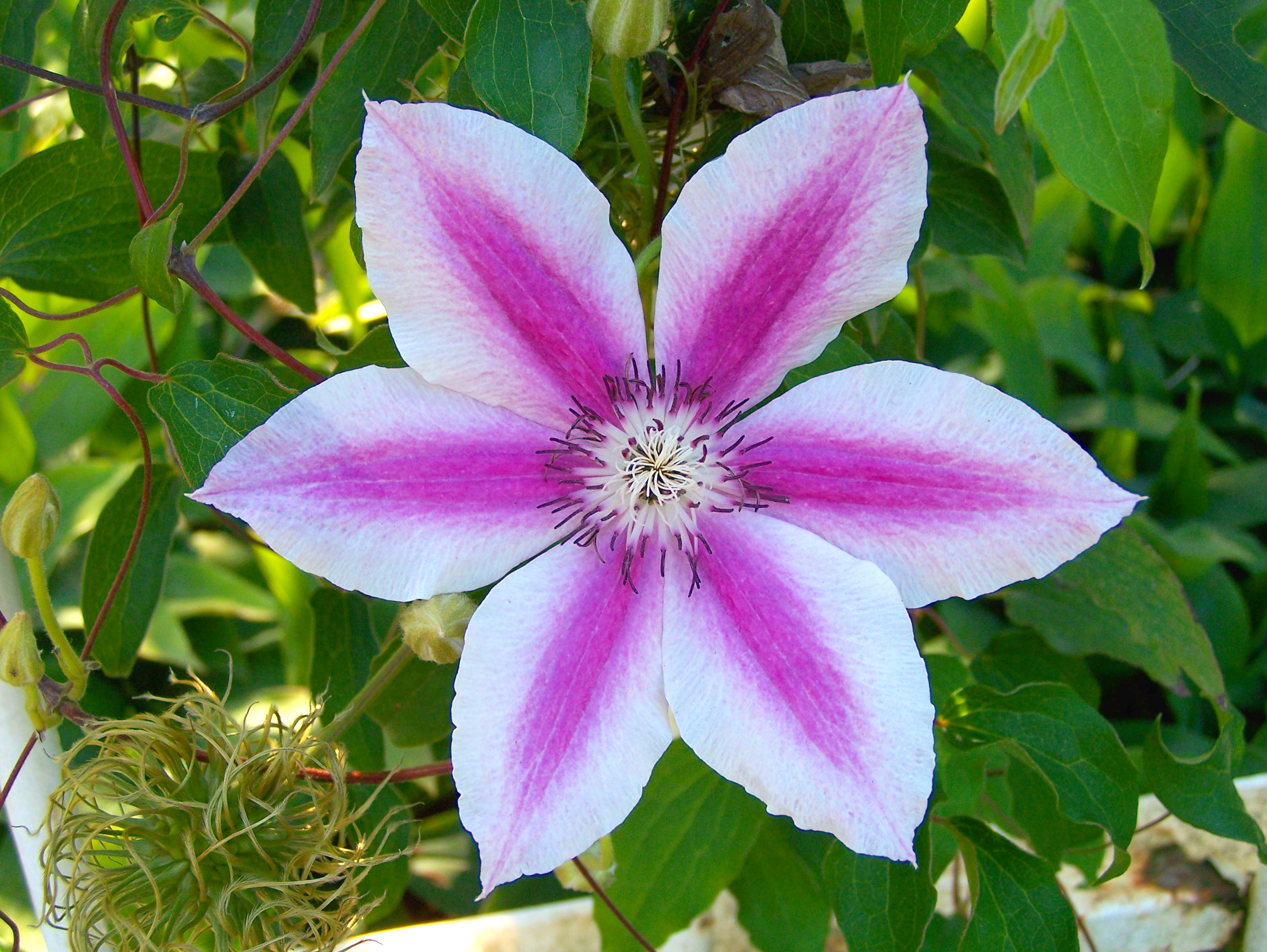
'Capitaine Thuilleaux'

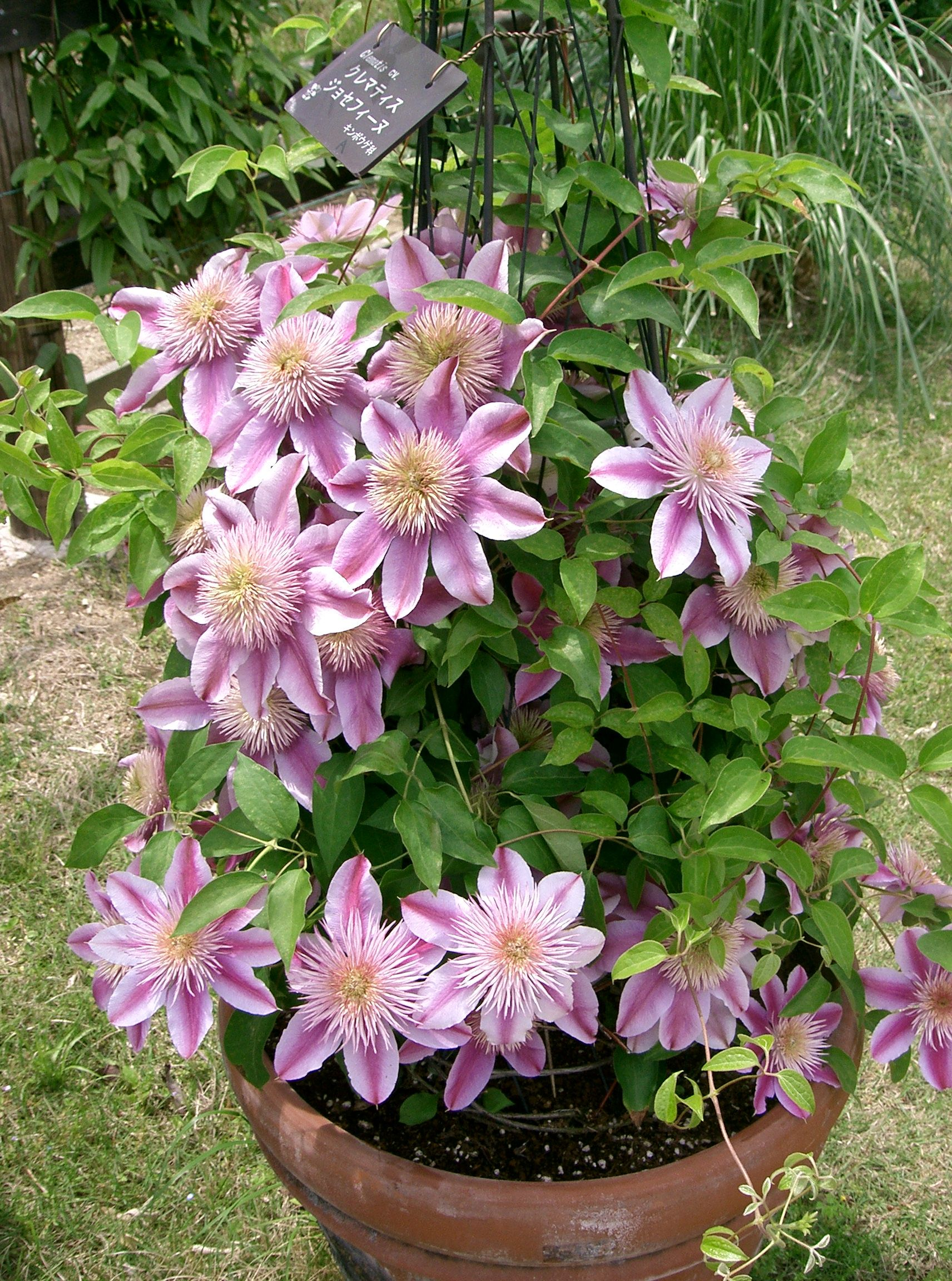
'Josephine'

Powojnik (Clematis L.) – rodzaj roślin z rodziny jaskrowatych (Ranunculaceae). Obejmuje ok. 500 gatunków. Występują na całym świecie w strefie klimatu umiarkowanego i ciepłego. Nieliczne gatunki rosną także w klimacie okołobiegunowym i w strefie międzyzwrotnikowej (przedstawicieli rodzaju brak tylko w Ameryce Południowej). Największe zróżnicowanie gatunkowe występuje w Azji wschodniej. Tylko w Chinach rośnie co najmniej 147 gatunków, z czego 93 to endemity. Rośliny te zajmują zróżnicowane siedliska – od lasów deszczowych po półpustynie.
Nazwa naukowa rodzaju wywodzi się od greckiego κλῆμα klḗma – "pęd, gałązka, wić". 
Wiele gatunków z rodzaju uprawianych jest jako rośliny ozdobne, wyhodowano także w obrębie rodzaju liczne odmiany ozdobne. Nieliczne gatunki wykorzystywane są leczniczo i jako rośliny magiczne.

## Morfologia
PokrójPnącza wspinające się lub płożące o drewniejących (często przynajmniej u nasady) lub zielnych łodygach dorastające u niektórych gatunków do 30 m długości, rzadziej krzewy i półkrzewy o wyprostowanych pędach i rośliny zielne o wznoszących się pędach wyrastających z płożącego kłącza. Wspinają się za pomocą ogonków liściowych owijających się wokół podpór, rzadziej owijają się szypułki kwiatowe lub szczytowy listek liścia złożonego (C. texensis).
LiścieNaprzeciwległe, zimozielone lub opadające na zimę, złożone z 3 listków, podwójnie 3-listkowe lub nieparzystopierzaste, rzadziej liście są pojedyncze. Brzegi blaszki są ząbkowane lub całobrzegie, czasem nieco klapowane.
KwiatyWyrastają pojedynczo w kątach liści lub zebrane w kwiatostany wierzchotkowe, wiechy lub w pęczki w kątach liści lub na szczytach pędów. Kwiaty zwykle są szypułkowe i wsparte dwoma przysadkami. Zwykle są obupłciowe, u nielicznych gatunków kwiaty męskie i żeńskie wyrastają na różnych roślinach. Okwiat zwykle jest gwiaździście rozpostarty, czasem dzwonkowaty. Składa się z 4 (najczęściej) lub 5–8 listków (utożsamianych z działkami kielicha, podczas gdy płatków korony brak). Wielkość kwiatów jest zróżnicowana – osiągają one od 1 do 30 cm średnicy. Okwiat jest różnie zabarwiony, często też barwne są pylniki. Pręciki i słupki są liczne (od 5 do 150). Słupki zwykle są owłosione i zawierają pojedyncze zalążki.
OwoceZbiorowe, składające się z licznych, główkowato skupionych, drobnych niełupek, które zachowują na szczycie szyjkę słupka, przeważnie wydłużającą się w czasie owocowania i pierzasto owłosioną. Puszyste owoce pozostają na roślinie często do zimy.

## Biologia
Byliny, krzewy lub pnącza. W Polsce okres kwitnienia przypada od maja do października. Niektóre gatunki są lekko trujące (trujące są: sok, liście, kwiaty i owoce). Sok niektórych powojników bywa gryzący i powodować może stany zapalne skóry.

## Systematyka
Pozycja systematyczna
Rodzaj z podrodziny Ranunculoideae Arnott, rodziny jaskrowatych (Ranunculaceae) z rzędu jaskrowców (Ranunculales). W obrębie rodzaju wyróżnia się 9 podrodzajów, z których niektóre bywają wyodrębniane w niektórych ujęciach jako odrębne rodzaje np. Atragene (ok. 5 gatunków górskich, w tym z Clematis alpina) oraz Viorna (gł. wielkokwiatowe rośliny z Ameryki Północnej).
Lista gatunków
Gatunki flory Polski
- powojnik alpejski (Clematis alpina (L.) Mill.)
- powojnik pnący (Clematis vitalba L.) – antropofit zadomowiony
- powojnik prosty (Clematis recta L.)

Gatunki uprawiane
- Clematis alpina (L.) Mill. – powojnik alpejski
- Clematis akebioides (Maxim.) H.J.Veitch
- Clematis aristata R.Br. ex Ker Gawl.
- Clematis armandii Franch. – powojnik Armanda
- Clematis chinensis Osbeck – powojnik chiński
- Clematis ×durandii T. Durand ex Kuntze – powojnik Duranda
- Clematis flammula L. – powojnik południowy
- Clematis florida Thunb. – powojnik kwiecisty
- Clematis glycinoides DC.
- Clematis heracleifolia DC.
- Clematis integrifolia L. – powojnik całolistny
- Clematis ×jackmanii T. Moore – powojnik Jackmana
- Clematis x jouiniana Schn. – powojnik pośredni
- Clematis koreana Kom. – powojnik koreański
- Clematis lanuginosa Lindl. & Paxton – powojnik wełnisty
- Clematis macropetala Ledeb. – powojnik wielkopłatkowy
- Clematis marmoraria Sneddon
- Clematis microphylla DC. – powojnik drobnolistny
- Clematis montana Buch.-Ham. – powojnik górski
- Clematis orientalis L. – powojnik wschodni
- Clematis paniculata J. F. Gmel. – powojnik wiechowaty
- Clematis rehderiana Craib – powojnik Rehdera
- Clematis serratifolia Rehd. – powojnik piłkowany
- Clematis spooneri Rehder & E. H. Wilson – powojnik Spoonera
- Clematis tangutica (Maxim.) Korsh. – powojnik tangucki
- Clematis texensis Buckley – powojnik teksaski
- Clematis viticella L. – powojnik włoski

Liczna grupa uprawianych powojników jest mieszańcami i kultywarami o trudnym do ustalenia pochodzeniu. Opisuje się je według wzoru (przykład) Clematis 'The President'.

## Zastosowanie
Ze względu na duże i barwne kwiaty wiele gatunków uprawianych jest jako rośliny ozdobne. W Europie powojniki uprawiane zaczęły być w XVI wieku, ale popularne stały się w wieku XIX kiedy zaczęły być hodowane i selekcjonowane liczne odmiany ozdobne. Znanych jest wiele tysięcy odmian, z czego popularnych jest ok. 300. Odmiany powojników klasyfikowane są w rejestrze stworzonym przez Victorię Matthews w 2002 (The International Clematis Register & Checklist). Różnorodność odmian pozwala wybrać różniące się kolorem i kształtem kwiatów, owoców, porą kwitnienia (od kwietnia do listopada), wielkością i siłą wzrostu.
Nieliczne gatunki wykorzystywane są leczniczo (np. powojnik pnący, Clematis ligusticifolia i C. loureiroana) i jako rośliny magiczne (Indianie Czarne Stopy wierzyli, że dym powojnika chroni przed zbliżaniem się duchów). Młode pędy niektórych gatunków są jadalne po ugotowaniu (np. powojnika południowego i pnącego).

## Uprawa
Ze względu na zróżnicowanie powojników – różne gatunki i grupy odmian różnią się wymaganiami. Na ogół wymagają ziemi żyznej, próchnicznej. Najlepsze zwykle jest stanowisko słoneczne, ale dolna część rośliny powinna być zacieniona. Część gatunków lepiej rośnie w półcieniu i cieniu. Z reguły powojnikom sprzyja miejsce lekko przewiewne (ze względu na mniejsze ryzyko rozwoju chorób), ale nie wietrzne (ze względu na szybsze przesychanie i uszkadzanie roślin). Wiosną zbyt długie pędy przycina się. Jako rośliny pnące wymagają podpór, do których mogłyby się przyczepić ogonkami liściowymi.